# Ekvatorski otoci
Ekvatorski otoci (ili Linijski otoci, eng. Equatorial Islands ili Line Islands) je niz koraljnih otoka i atola u središnjem Pacifiku (Polinezija).
Otoci su nastali vulkanskom aktivnošću i nalaze se južno od Havaja. Skupina od 11 otoka proteže se u dužini od 2.350 kilometara, smjerom sjeverozapad - jugoistok, što ga čini jednim od najdužih otočnih nizova na svijetu. Osam otoka administrativno pripadaju Kiribatiju, dok preostala tri otoka pripadaju Sjedinjenim Državama (Mali udaljeni otoci SAD-a). Otoci obuhvaćaju 535 km². Samo atoli Kiritimati i Tabuaeran te koraljni otok Teraina imaju trajno stanovništvo. Prema podacima iz 2010. na njima je živjelo 9236 stanovnika.
Otok Kiritimati obuhvaća 388 km² te je najveći svjetski atol.

## Popis otoka, atola i grebenova
Pripadaju Kiribatiju:
| Slika      | Otok (Prethodno ime)          | Površina    | Površina          | Koordinate                                        | Vrsta         | Stanovništvo (2020) |
| Slika      | Otok (Prethodno ime)          | otoka (km²) | lagune (km²)      | Koordinate                                        | Vrsta         | Stanovništvo (2020) |
| Millennium | Millennium (Caroline Island)  | 3.76        | 2.5               | 9°56′13.13″S 150°12′0″W / 9.9369806°S 150.20000°W | Atol          | 0                   |
| Flint      | Flint                         | 3.2         | 0                 | 11°25′48″S 151°49′0″W / 11.43000°S 151.81667°W    | Koraljni otok | 0                   |
| Kiritimati | Kiritimati (Christmas Island) | 384.4       | 324               | 1°53′0″N 157°24′0″W / 1.88333°N 157.40000°W       | Atol          | 5,115               |
| Malden     | Malden                        | 39.3        | ?                 | 4°03′0″S 154°59′0″W / 4.05000°S 154.98333°W       | Atol          | 0                   |
| Starbuck   | Starbuck                      | 16.2        | 25                | 5°37′0″S 155°56′0″W / 5.61667°S 155.93333°W       | Atol          | 0                   |
| Tabuaeran  | Tabuaeran (Fanning Island)    | 33.7        | 110               | 3°52′0″N 159°22′0″W / 3.86667°N 159.36667°W       | Atol          | 2,539               |
| Teraina    | Teraina (Washington Island)   | 14.2        | 0 (otočno jezero) | 4°43′0″N 160°24′0″W / 4.71667°N 160.40000°W       | Atol          | 1,155               |
|            | Vostok                        | 0.24        | 0                 | 10°06′0″S 152°25′0″W / 10.10000°S 152.41667°W     | Atol          | 0                   |
|            |                               | 495         | 461.5             |                                                   |               | 11,252              |

Pripadaju SAD-u:
- Palmyra
- Kingman
- Jarvis